# II liga polska w piłce nożnej (2000/2001)
II liga 2000/2001 – 53. edycja rozgrywek drugiego poziomu ligowego piłki nożnej mężczyzn w Polsce. Wzięło w nich udział 20 drużyn, grając systemem kołowym.

## Drużyny
| Uczestnicy poprzedniej edycji                                                                                 | Uczestnicy poprzedniej edycji | Uczestnicy poprzedniej edycji | Uczestnicy poprzedniej edycji |
| --- | ----------------------------- | ----------------------------- | ----------------------------- |
| GKŁ | Górnik Łęczna                 | 3                             |                               |
| BEŁ | GKS Bełchatów                 | 4                             |                               |
| WŁK | Włókniarz Kietrz              | 5                             |                               |
| RKS | RKS Radomsko                  | 6                             |                               |
| CER | Ceramika Opoczno              | 7                             |                               |
| ODO | Odra Opole                    | 8                             |                               |
| PWR | Polar Wrocław                 | 9                             |                               |
| SSW | Stal Stalowa Wola             | 10                            |                               |
| PBT | Polonia Bytom                 | 11                            |                               |
| KSZ | KSZO Ostrowiec Świętokrzyski  | 12                            |                               |
| ŚWI | Świt Nowy Dwór Mazowiecki     | 13                            |                               |
| LPG | Lechia/Polonia Gdańsk         | 14                            |                               |
| MYS | KS Myszków                    | 15                            |                               |
| HET | Hetman Zamość                 | 16                            |                               |
| Spadek z I ligi 1999/2000                                                                                     |                               |                               |                               |
| ŁKS | ŁKS Łódź                      | 15                            |                               |
| LPO | Lech Poznań                   | 16                            |                               |
| Awans z III ligi 1999/2000                                                                                    |                               |                               |                               |
| grupa I |                               |                               |                               |
| DOL | Dolcan Ząbki                  | 1                             |                               |
| grupa II |                               |                               |                               |
| GPO | Górnik Polkowice              | 1                             |                               |
| grupa III |                               |                               |                               |
| ZSO | Zagłębie Sosnowiec            | 1                             |                               |
| grupa IV |                               |                               |                               |
| TGO | Tłoki Gorzyce                 | 1                             |                               |
| Oznaczenia: - kolumna pierwsza – skróty nazw drużyn, - kolumna trzecia – miejsce zajęte w poprzednim sezonie. |                               |                               |                               |

## Rozgrywki
Uczestnicy rozegrali 38 kolejek po 10 meczów każda (razem 380 spotkań) w dwóch rundach – jesiennej i wiosennej.
Mistrz oraz wicemistrz II ligi uzyskali awans do I ligi, a zespół z 3. miejsca rozegrał dwumecz barażowy o wejście do I ligi z 14. zespołem najwyższej klasy rozgrywkowej. Do III ligi spadły cztery ostatnie drużyny. Zespoły z miejsc 4–16 pozostały w II lidze na kolejny sezon.

### Tabela
| Lp. | Drużyna                          | M  | Z  | R  | P  | Bramki | Bramki | Różn. | Pkt | Uwagi                         | Bezpośrednio                |
| --- | -------------------------------- | -- | -- | -- | -- | ------ | ------ | ----- | --- | ----------------------------- | --------------------------- |
| 1   | RKS Radomsko (M) (A)             | 38 | 24 | 7  | 7  | 63     | 34     | +29   | 79  | Awans do I ligi               |                             |
| 2   | KSZO Ostrowiec Świętokrzyski (A) | 38 | 22 | 10 | 6  | 61     | 33     | +28   | 76  | Awans do I ligi               |                             |
| 3   | Górnik Polkowice                 | 38 | 21 | 8  | 9  | 59     | 34     | +25   | 71  | Baraże o I ligę               |                             |
| 4   | Odra Opole                       | 38 | 19 | 10 | 9  | 48     | 28     | +20   | 67  |                               |                             |
| 5   | Ceramika Opoczno                 | 38 | 16 | 13 | 9  | 45     | 36     | +9    | 61  |                               |                             |
| 6   | Górnik Łęczna                    | 38 | 17 | 5  | 16 | 44     | 48     | −4    | 56  |                               |                             |
| 7   | Włókniarz Kietrz                 | 38 | 14 | 12 | 12 | 48     | 42     | +6    | 54  |                               |                             |
| 8   | GKS Bełchatów                    | 38 | 13 | 11 | 14 | 43     | 41     | +2    | 50  |                               |                             |
| 9   | Lech Poznań                      | 38 | 14 | 7  | 17 | 39     | 41     | −2    | 49  | LPO 9 pkt TGO 6 pkt ŚWI 3 pkt |                             |
| 10  | Tłoki Gorzyce                    | 38 | 12 | 13 | 13 | 34     | 42     | −8    | 49  | LPO 9 pkt TGO 6 pkt ŚWI 3 pkt |                             |
| 11  | Świt Nowy Dwór Mazowiecki        | 38 | 13 | 10 | 15 | 50     | 51     | −1    | 49  | LPO 9 pkt TGO 6 pkt ŚWI 3 pkt |                             |
| 12  | ŁKS Łódź                         | 38 | 13 | 9  | 16 | 40     | 49     | −9    | 48  |                               |                             |
| 13  | Zagłębie Sosnowiec               | 38 | 12 | 11 | 15 | 34     | 38     | −4    | 47  | ZSO – HET 2:0 HET – ZSO 1:0   |                             |
| 14  | Hetman Zamość                    | 38 | 12 | 11 | 15 | 47     | 47     | 0     | 47  | ZSO – HET 2:0 HET – ZSO 1:0   |                             |
| 15  | Polar Wrocław                    | 38 | 11 | 13 | 14 | 48     | 48     | 0     | 46  |                               |                             |
| 16  | KS Myszków                       | 38 | 12 | 9  | 17 | 45     | 54     | −9    | 45  |                               |                             |
| 17  | Polonia Bytom (S)                | 38 | 11 | 10 | 17 | 37     | 45     | −8    | 43  | Spadek do III ligi            | PBY – SSW 2:1 SSW – PBY 1:1 |
| 18  | Stal Stalowa Wola (S)            | 38 | 10 | 13 | 15 | 36     | 48     | −12   | 43  | Spadek do III ligi            | PBY – SSW 2:1 SSW – PBY 1:1 |
| 19  | Lechia/Polonia Gdańsk (S)        | 38 | 8  | 10 | 20 | 36     | 57     | −21   | 34  | Spadek do III ligi            |                             |
| 20  | Dolcan Ząbki (S)                 | 38 | 5  | 10 | 23 | 24     | 65     | −41   | 25  | Spadek do III ligi            |                             |

## Najlepsi Strzelcy
| Gole | Strzelcy           | Drużyny                       |
| ---- | ------------------ | ----------------------------- |
| 16   | Ireneusz Gortowski | Polar Wrocław                 |
| 16   | Dariusz Solnica    | Odra Opole                    |
| 14   | Dariusz Patalan    | GKS Bełchatów                 |
| 13   | Rafał Lasocki      | KSZO                          |
| 13   | Mariusz Ujek       | Górnik Polkowice              |
| 12   | Damian Galeja      | Polonia Bytom                 |
| 11   | Arkadiusz Bilski   | Ceramika Opoczno              |
| 11   | Mirosław Kalita    | RKS Radomsko                  |
| 11   | Radosław Kowalczyk | RKS Radomsko                  |
| 11   | Wojciech Małocha   | KSZO                          |
| 10   | Piotr Bajera       | Świt NDM                      |
| 10   | Tomasz Moskal      | Lechia/Polonia 6/ Górnik P. 4 |

Źródło

## Baraże o I ligę
Po zakończeniu sezonu I i II ligi rozegrano dwumecz barażowy o miejsce w najwyższej klasie rozgrywkowej w sezonie 2001/2002, w którym zagrały 14. drużyna I ligi i 3. zespół II ligi – Stomil Olsztyn i Górnik Polkowice. Dzięki zwycięstwu w serii rzutów karnych (po bezbramkowych remisach) miejsce w I lidze obronili olsztynianie.
| 20 czerwca 2001 | Górnik Polkowice | 0:0   | Stomil Olsztyn |                                                                              |
| 18:00           |                  | (0:0) |                | Polkowice, Stadion KS Polkowice Widzów: 5000 Sędzia: Jacek Granat (Warszawa) |

| 24 czerwca 2001 | Stomil Olsztyn                                            | 0:0 (pd.)          | Górnik Polkowice                                      |                                                                  |
| 16:30           |                                                           | (0:0, 0:0, k. 5:4) |                                                       | Olsztyn, Stadion OSiR Widzów: 6000 Sędzia: Robert Małek (Zabrze) |
| 16:30           | Karny–gol · Karny–gol · Karny–gol · Karny–gol · Karny–gol | Rzuty karne        | Karny–gol · Karny–gol · Karny–gol · Karny–gol · Pudło | Olsztyn, Stadion OSiR Widzów: 6000 Sędzia: Robert Małek (Zabrze) |

Wynik dwumeczu – 0:0 (4:5) dla Stomilu Olsztyn.